# Резолуција Савета безбедности УН 1540
Резолуција Савета безбедности Уједињених нација 1540 једногласно је усвојена 28. априла 2004, а тиче се спречавања пролиферације оружја за масовно уништење. Резолуција установљава, у оквиру Поглавља 7 Повеље Уједињених нација, обавезе за све државе чланице да развијају и унапређују одговарајуће законске и регулаторне мере против пролиферације хемијског, биолошког, радиолошког и нуклеарног оружја и средстава за њихову доставу, нарочито да би се спречило ширење оружја за масовно уништење у правцу недржавних актера.
Треба нагласити да се у оквиру Поглавља 7 Повеље Уједињених нација препознаје пролиферација усмерена ка недржавним актерима као претња миру, што ствара обавезу за државе да прилагоде томе међународно законодавство.
Штавише, Резолуција захтева од сваке државе да све облике делатности недржавних актера повезане са оружјем за масовно уништење и сличне активности укључи у домаће законодавство као кривично дело и једном када то уради да такво законодавство спроводи. Због своје универзалности и обавезујуће природе Резолуција 1540 означава искорак у односу на претходне договоре у вези са непролиферацијом и подиже на нови ниво систем непролиферације. Пре Резолуције систем непролиферације заснивао се на многим договорима који су се донекле преклапали, а ниједан од којих није успоставио обавезујућа правила.

### Комитет 1540.
Ад- хок комитет (познат као Комитет 1540) са почетним мандатом од две године под СБУН задужен за испитивање примене ове Резолуције успостављен је параграфом 4 Резолуције. Комитет је објавио први извештај Савету безбедности о примени Резолуције у априлу 2006. Усвајањем Резолуције 1673 (2006) и касније Резолуције 1810 (2008) његов мандат је продужен на још две године а затим на још три године. Мандат је продужен на још 10 година Резолуцијом 1977 (2011) која је усвојена у априлу 2011. Комитет је презентовао други извештај у јулу 2008. Као што је захтевано у Резолуцији 1810 (2008) Комитет је имао отворени састанак 2009. са широким учешћем, а са циљем да припреми свеобухватан преглед статуса примене Резолуције 1540.

### Национална примена
Резолуција позива све државе да представе Комитету 1540 први извештај о корацима које су предузеле или намеравају да предузму да би оствариле тачке из параграфа 1, 2 и 3 Резолуције, не касније од 6 месеци од усвајања Резолуције 1540 (28. октобра 2004). Све државе чланице се позивају да укључе у своје националне извештаје  као прикладне, информације у вези са применом оперативних параграфа 6, 7, 8, 9 и 10 Резолуције. Такође се охрабрују да добровољно припреме сумиране планове акција за спровођење кључних тачака резолуције 1540 (2004) и да доставе те планове Комитету 1540. Резолуција 1810 (2008) позива све државе које још увек нису предале први извештај да га као што је захтевано у Резолуцији 1540 предају Комитету 1540 без одлагања.

## Преговори и гласање
Савет безбедности УН усвојио је Резолуцију 1540 као одговор на откривање Абдул Кадир Канове мреже за ширење, али и са циљем спречавања терористичких група да дођу до хемијских, биолошких, радиолошких и нуклеарних оружја.
Резолуција 1540 је значајан напредак како по томе што изричито препознаје не-државну пролиферацију оружја за масовно уништење као претњу миру и безбедности само по себи, тако и по томе што обавезује државе чланице да уводе интерне законске промене. Претходни споразуми о неширењу су сви били у форми мултилатерарних договора као што је Споразум о неширењу нуклеарног наоружања или у форми механизама сарадње као Иницијатива за неширење оружја за масовно уништење и базирале су се на сагласности чланица. Са друге стране, Резолуција 1540 је обавезујућа за све чланице УН-а, без обзира на то да ли подржавају њене циљеве.
Резолуцију су спонзорисале Сједињене Америчке Државе, уз Филипине, Шпанију и Француску (која се придружила у последњем тренутку) као ко-спонзоре. Преговори који су водили до гласања за Резолуцију 1540 званично су били отворени само за чланице Савета безбедности УН, али информације о раним нацртима су циркулисале уз релативну слободу и тражене су сугестије од стране других држава и невладиних организација због политичке осетљивости проблема о коме се ради. Посебна пажња је посвећена главним несврстаним државама, како би се извршио притисак на Пакистан, који је у то време био члан Савета Безбедности, да се сложи са мишљењем већине. Г8 је такође била укључена у процес, као начин да се Јапан укључи у преговоре. Процес израде нацрта био је специфичан по нивоу учешћа невладиних организација које су биле укључене. Мобилизацију на основном нивоу организовале су, између осталих, Женска међународна лига за мир и слободу, Аболитион (Укидање) 2000, и Комитет правника за нуклеарну политику, захтевајући да се о нацрту дискутује на отвореној седници Савета Безбедности.
За резолуцију су једногласно гласале сталне чланице Савета, плус 10 несталних чланица у то време: Алжир, Бенин, Ангола, Филипини, Пакистан, Бразил, Чиле, Немачка, Шпанија и Румунија. Цео процес, од почетка преговора међу спонзорима до финалног гласања трајао је око осам месеци.
Упркос једногласности гласања, неколико чланица Савета безбедности изразило је резервисаност у пратећим изјавама. Представљајући Пакистан, Мунир Акрам је инсистирао на томе да “Пакистан дели мишљење изражено у отвореној дебати да Савет не може да донесе законе за цео свет”. “Савет не може да преузме управљање глобалним питањима непролиферације и разоружања. Састављен од 15 држава, није представничко тело. Не може да спроведе обавезе које је поставио пошто је пет чланица које су задржале нуклеарно оружје имала и право вета”. Додао је да је “Пакистан био приморан да развије нуклеарно оружје и повезане системе за испоруку да би одржао кредибилни минимум одвраћања од спољне агресије, нарочито када су сличне способности развијене и демонстриране од стране његовог Источног комшије. Режим за неширење нуклеарног наоружања морао је да се прилагоди реалности постојања нулеарног оружја у Јужној Азији. С обзиром на ту реалност, Пакистан не прихвата било какве захтеве за приступ, а још мање за инспекцију својих нуклеарних и стратешких средстава, материјала и постројења. Неће делити техничке, војне или политичке информације које би негативно утицале на програме националне безбедности или националне интересе. Пакистан ће наставити да развија своје нуклеарно наоружање, ракете и повезане стратешке капацитете да би одржао минимално кредибилно одвраћање у односу на свог Источног суседа, који је започео велике програме за нуклеарно наоружање, ракетне, противракетне системе и набавке и развој конвенционалног наоружања.” 
Индија је такође изразила забринутост због очигледног мешања Савета безбедности у унутрашње законодавство. „Брине нас да би вршење законодавних функција од стране Савета, у комбинацији са позивањем на мандат из Поглавља 7, могло да поремети равнотежу моћи између Генералне скупштине и Савета Безбедности, која је утврђена Повељом.“ 
Говорећи у име Бразила, Роналдо Мота Сарденберг је споменуо питање разоружања, које је изазивало забринутост многих држава из Покрета несврстаних за време преговора и раније, с обзиром на режим неједнакости који стварају инструменти као што је Споразум о неширењу нукларног наоружања.
Исто тако, рани нацрти Резолуције садржали су изричите референце на Иницијативу за неширење оружја за масовно уништење, које су уклоњене на захтев Кине, која је и даље против овог плана, тврдећи да он крши Конвенцију УН о закону на мору.

## Веза са другим инструментима о неширењу-забрани ширења
Резолуција 1540 захтева од држава да „промовишу универзално прихватање и свеобухватну имплементацију и, када је потребно, ојачавање мултилатерарних споразума у којима су стране потписнице, а чији циљ је да се спречи пролиферација нуклеарног, биолошког или хемијског оружја“ (Члан 8а) и да „испуне своју обавезу у погледу мултилатерарне сарадње, нарочито у оквиру Међународне агенције за нуклеарну енергију (ИАЕА), Организације за забрану хемијског оружја и Конвенције о биолошким и отровним оружјима“ (Члан 8ц).
Иако Резолуција подстиче и промовише уиверзалну имплементацију споразума о забрани оружја за масовно уништење (ОМУ), државе које је још увек нису потписале задржавају право да не потпишу ове споразуме. Фокус Резолуције 1540 нису споразуми сами по себи, него последично национално законодавство и прописи који омогућавају да се предузме акција против не-државних актера. Државе су прешле дуг пут ка постизању сагласности са Резолуцијом ако су већ ратификовале три главна споразума о оружју за масовно уништење (ОМУ), али и обрнуто. Ако државе усвоје неопходне законске норме на националном нивоу како би се ускладиле са Резолуцијом Савета безбедности УН 1540, онда потписивање државе и усаглашавање са Конвенцијом о хемијском наоружању и Конвенцијом о биолошком и токсичном наоружању неће захтевати много додатног напора. На овај начин резолуција доприноси универзалности споразума.
Слично томе, за начине испоруке, постоји само режим такав да ови системи за испоруку не подлежу правно обавезујућим споразумима о непролиферацији. Резолуција 1540 изричито укључује бригу о пролиферацији на овај начин. Резолуција иде даље од три главна споразума о непролиферацији и у члановима 2 и 3 наводи додатне мере потребне у вези са финансијском, безбедносном и физичком заштитом осетљивих материјала, као и контролом граница и извоза. На крају, Резолуција, усвојена на основу Поглавља Седам Повеље Уједињених нација, захтева примену. Ово истиче улогу коју се очекује да држава испуни да би се спречила пролиферација (члан 10), зато што предлаже/наговештава могуће санкције у случају одбијања сарадње. Такође покушава да реши слабости споразума у погледу спровођења и у вези са режимима извозне контроле.

### Нуклеарно наоружање
Резолуција 1540 има комплементаран однос са Споразумом о непролиферацији и Међународном агенцијом за нуклеарну енергију. Агенција ( ИАЕА) има активности и програме који су релевантни за имплементацију Резолуције 1540 као што су правна помоћ, обука државних чиновника, подршка државама у развоју и увођење физичке заштите нуклеарних материјала и постројења, као и за подршку државама да унапреде граничне контроле како би лакше детектовали незаконито трговање нуклеарним материјалима и повезаном технологијом. Комитет 1540 може да обавести државе о захтеву за правну или техничку помоћ и саветодавне услуге од ИАЕАе. ИАЕА не покрива само нуклеарни, него и радиоактивни материјал, од којих је овај други врло занимљив недржавним актерима пошто га је лакше набавити. Још један користан алат који ИАЕА обезбеђује јесте њихова база података о инцидентима и трговини.

### Хемијско наоружање
Конвенција о хемијском наоружању и њена овлашћена Организација за забрану хемијског оружја суочавају се са новим изазовима у променљивом међународном контексту ОМУ, што Резолуција 1540 има за циљ да реши. Важна обавеза у вези са Конвенцијом о хемијском наоружању јесте усвајање адекватних националних закона, али чак и након усвајања акционог плана Организације који охрабрује државе потписнице да поправе ситуацију, многе државе не испуњавају овај захтев. Свеобухватна државна примена закона није само обавезна да би се испунили захтеви Конвнеције о хемијском оружју, него је неопходна и како би се спречило да се недржавни актери домогну хемијског оружја, те је и Резолуција 1540 СБУН сматра обавезним захтевом. Иако Конвенција о хемијском наоружању има ефикасан режим верификације од стране међународних инспектора Организације за спречавање пролиферације хемијског наоружања, ово није увек случај када се ради о недржавним актерима уколико не постоји државно законодавство које омогућава лак присуп приватним поседима. Резолуција се такође бави питањем “повезаних материјала”. Њихова дефиниција укључује хемикалије и опрему коју покривају мултилатерарни договори и државне контролне листе као што су Аустралијска група, Иницијатива за непролиферацију оружја за масовно уништење и стратегија ЕУ против пролиферације оружја за масовно уништење, и због овога је много шира од три распореда хемикалија у анексу Конвенције о хемијском наоружању. Поред тога, недржавни актери већ могу да начине озбиљну штету са количинама које су много испод оних које се сматрају војно битним, и државе ово треба да узму у обзир у својим поступцима да се успротиве припремању или коришћењу хемијских оружја од стране ових актера.

### Биолошко оружје
Као што је поменуто, не постоји организација која надгледа спровођење Конвенције о биолошком оружју, нити систем ефективног мониторинга, сагласности и верификације. Постоји скроман, консултативни механизам сагласности, али су преговори у вези са успостављањем међународне организације за забрану биолошког оружја, која би надгледала примену конвенција и спроводила мониторинг и верификацију, прекинути 2001. Услед недовољне транспарентности тешко је проценити статус и ефективност мера које предузимају државе чланице у спровођењу и сагласности са Конвенцијом о биолошком оружју. Резолуција СБУН 1540 успоставља систем мониторинга заснован на извештајима које државе подносе Комитету 1540, а који се односе на имплементацију тачака. Резолуција никога ни на шта не приморава, већ фаворизује кооперацију, јер несарадња може бити и последица недостатка свести или капацитета. Међутим, уколико државе одбију да сарађују упркос помоћи која им се пружа, Комитет ће ово пријавити Савету безбедности Уједињених нација. Резолуција 1540 сагласна је са Конвецијом о биолошком оружју, јер захтева од држава потписница да испуне своје обавезе, али им допушта да на унутрашњем плану саме одлучују о детаљима примене Резолуције.

### Средства испоруке
Резолуција СБУН 1540 исказује дубље разумевање за инструменте за непролиферацију и одбрану од средстава доставе, као што је Систем за контролу ракетне технологије (СКРТ). Све до усвајања Резолуције, извоз система контролних мера није се јавно дискутовао у међународној заједници. СКРТ је неформално, добровољно удружење које за циљ има контролу пролиферације ракета и беспилотних летелица. Резолуција 1540 захтева, као још једну меру, да државе успоставе и одржавају ефективну контролу извоза и иако свака држава договор може да поштује у складу са својим домаћим законодавством, ова клаузула је сада обавезујућа. С обзиром на то да је Резолуција највише усмерена ка недржавним актерима, очекује се да средства доставе буду мање софистицирана средства. И даље постоји ризик да ће недржавни актери доћи у посед софистицираних балистичких и крстарећих ракета, те ће Резолуција, у својој примени, морати да узме у обзир постојање технологија са двоструком употребом и то тако да не утиче на легитимну, мирољубиву, комерцијалну и употребу тих технологија у индустријском истраживању.

## Примена

### Јужна Америка
Латинска Америка је први регион под споразумом о забрани развоја нуклеарног оружја (Тлателоко споразум) иако се две главне силе у региону, Бразил и Аргентина, дуго противе Споразуму о нуклеарној непролиферацији, због дискриминаторске природе.
Колумбија је једина држава у региону која је у потпуности сагласна са визијом САД о рату против тероризма, али је и већина других држава већ усвојила антитерористичке мере, углавном у оквиру политика за борбу против организованог криминала, који је главна локална претња. (На пример: 3+1 Група, Унутарамеричка конвенција против тероризма, Декларација из Сан Карлоса ).
Све државе региона су већ доставиле своје извештаје Комитету 1540. Многе су, међутим, испуниле само мањи део својих обавеза из Резолуције; Чиле, Панама, Перу и Венецуела су међу онима са горим постигнућима. Колумбија је затражила опрему за детектовање и помоћ у тренирању својих снага безбедности да детектују прекршаје повезане са пролиферацијом и за њих подигну оптужнице, док су Аргентина и Бразил пружили помоћ.

### Азија и Океанија
Без обзира на то што АСЕАН и те како подржава Резолуцију, критикују је првенствено као покушај САД да се умеша у ствари које се тичу националног суверенитета држава и то као приступ решењу проблема  који је исти за све и који од малих држава превише захтева у контексту ресурса потребних за примену.
Међу државама региона које тек треба да доставе извештај Комитету 1540 су: Тајван (који није чланица УН), Кукова острва и Нијуе (који се схватају више као трајни посматрачи него као чланови УН због своје повезаности са Новим Зеландом), Северна Кореја, Бурма, Источни Тимор и Соломонова Острва. Многе државе Океаније имале су потешкоће са испуњењем обавеза из Резолуције због мале величине и мањка ресурса. Кирибати су, на пример, тражили помоћ са успостављањем законодавног оквира, док је Вануату тражио додатну полицијску обуку.
Тренутно на помоћ чекају: Јерменија, Камбоџа, Ирак, Либан, Маршалска Острва, Монголија, Филипини, Катар, Сирија, Тајланд и Узбекистан, док су Аустралија, Кина, Израел, Индија, Јапан, Малезија, Нови Зеланд, Пакистан, Јужна Кореја и Сингапур понудили Комитету своју помоћ.
Многе државе региона су такође укључене у регионалне иницијативе о непролиферацији и борби против тероризма, као што су Процес борбе против тероризма на Балију и Конвенција о биолошком наоружању у контексту регионалне сарадње.
Азија је средиште већине скорашњих активности повезаних са пролиферацијом, поготово у: Индији, Пакистану, Израелу, Ирану и Северној Кореји  и оних активности које укључују мрежу Абдула Кадера Кана.

### Африка
Већина афричких држава не поседује технологију због које би могле бити сматране озбиљном претњом непролиферацији, међутим, због великог броја подручја на којима влада безакоње, овај континет је плодно тло за развој различитих тајновитих активности, поготово трговине дрогом и људима. Упркос томе, неке државе као што су: Либија, Египат  и Демократска Република Конго  су учествовале или се сумња да су учествовале у пролиферацији. Египат нуклеарног, Демократска Република Конго хемијског и биолошког оружја.
Такође, Африка је континент са највећим процентом држава које још увек нису предале своје извештаје Комитету 1540.
Ово се углавном приписује мањку ресурса и постојању других проблема попут АИДС-а, пролиферације лакшег наоружања и конфликта, али одређене чланице Покрета несврстаних су изразиле забринутост око утицаја Резолуције на национални суверенитет.
Помоћ за испуњење обавеза према Комитету 1540  су потражиле: Ангола, Бенин, Обала Слоноваче, Мадагаскар и Мароко, док је Јужноафричка Република понудила помоћ.

### Европа
Од 2003. у редовну спољну и безбедносну политику Европске уније укључене су клаузуле о непролиферацији, које захтевају од трговинских партнера ЕУ да предузму кораке у смеру „потписивања, ратификовања и преласка на, како је прикладно, пуну примену... свих релевантних међународних инструмената“ повезаних са нуклеарним, хемијским и биолошким оружјем. Ова клаузула је, међутим, камен спотицања у преговорима са Сиријом и Индијом.
Једине европске државе које тек треба да презентују свој извештај Комитету 1540 су: Македонија, Молдавија и Ватикан (који остаје углавном држава посматрач у УН). Поред овога, многе бивше совјетске државе и даље поседују нуклеарно, хемијско и биолошко оружје, а немају како да ефективно заштите границе од пролиферације. Помоћ у испуњењу обавеза из Резолуције су захтевале: Албанија, Литванија, Црна Гора и Србија, док је већина европских држава, међу којима су и: Аустрија, Белорусија, Бугарска, Чешка, Данска, Естонија, Финска, Француска, Немачка, Грчка, Мађарска, Ирска, Италија, Лихтенштајн, Литванија, Луксембург, Малта, Холандија, Норвешка, Пољска, Португал, Румунија, Руска Федерација, Словачка, Словенија, Шпанија, Шведска и Уједињено Краљевство понудила помоћ.

### Северна Америка
Сједињене Америчке Државе су међу онима који највише подржавају Резолуцију 1540 и Резолуцију 1887 , која оснажује прву.
Све северноамеричке државе, сем Хаитија и Свете Луције су преставиле своје извештаје Комитету 1540. Помоћ у примени Резолуције су затражили: Бахами, Белизе, КАРИКОМ и Гватемала, док су Канада, Куба и САД понудиле помоћ.

## Несагласности
Многе државе Покрета несврстаних критикују Резолуцију као гломазну и лоше прилагођену њиховој ситуацији , као покушај САД да увуче друге у свој рат против тероризма и да се умеша у питања националног суверенитета  и као исцрпљење ресурса који би могли боље да се искористе за решавање проблема више локалног карактера.
Они који подржавају Резолуцију наглашавају улогу Комитета 1540 као места где се може нудити и тражити помоћ у примени Резолуције  и истичу да ће побољшана контрола граница и предложени законски оквир бити од користи свим државама које их примене.